# Convergéncia Democratica Aranesa
Convergéncia Democratica Aranesa (aranesisch für Aranesische Demokratische Konvergenz; auch Convergéncia Democratica Aranesa - Partit Nacionalista Aranès, aranesisch für Aranesische Demokratische Konvergenz - Aranesische Nationalistische Partei) ist eine politische Partei im autonomen Val d’Aran in Katalonien. Sie ist neben der Unitat d’Aran eine der beiden großen Parteien im Parteiensystem des Val d’Aran.

## Geschichte
1983 wurde mit der Partit Democràtic Aranès (PDA) der Vorläufer der heutigen Partei gegründet, welche bereits mit der katalanischen Partei Convergència Democràtica de Catalunya (CDC) assoziiert war. Vor der Gründung der Partei 1995 trat im Val d’Aran das katalanische Parteienbündnis Convergència i Unió (CiU), zu dem die CDC und darüber auch die PDA gehörte, zu Gemeinderatswahlen an. Bei der ersten Wahl zum aranesischen Conselh Generau d'Aran 1991 trat die CDC bzw. PDA mit einer lokalen aranesischen Partei an und gewann die Wahl. Aus der CDC im Val d’Aran bzw. der PDA ging 1995 die heutige Partei Convergéncia Democratica Aranesa hervor, die sich als lokale Schwesterpartei zur CDC gründete und so auch einen ähnlichen Namen wählte. Die CDC trat im Folgenden zugunsten der Convergéncia Democratica Aranesa nicht mehr bei Wahlen zum Conselh Generau d’Aran oder Gemeinderatswahlen im Val d’Aran an. Bis 2019 war die Partei die stärkste Partei im Val d’Aran und stellte die überwiegende Zeit den Regierungschef.
Die Assoziierung mit der katalanisch-nationalistischen und konservativ-liberalen CDC blieb bestehen, bis sich die CDC 2016 auflöste und die PDeCAT als Nachfolger der CDC gegründet wurde. Das Verhältnis zur neuen PDeCAT kam ins Bröckeln, als sich diese dem Bündnis Junts pel Sí zur Parlamentswahl in Katalonien 2015 und dem Prozess zur einseitigen Unabhängigkeit von Katalonien anschloss. In der Katalonien-Krise plädierte die Convergéncia Democratica Aranesa für eine neutrale Position, war gegen die einseitige Unabhängigkeitserklärung, trotzdem nicht grundsätzlich gegen eine zukünftige Unabhängigkeit Kataloniens und war nicht für das Verhindern der Durchführung des Unabhängigkeitsreferendums in Katalonien 2017. So wurde sie als pro-katalanischer wahrgenommen als ihre Konkurrenzpartei Unitat d’Aran.
Bei den Wahlen zum Conselh Generau d'Aran 2019 und 2023 verlor die Partei deutlich gegen die Unitat d’Aran. Der langjährige Vorsitzende und Regierungschef Carlos Barrera führte das schlechte Abschneiden seiner Partei auf das Bündnis mit der CDC bzw. später der PDeCAT zurück: Da die Mehrheit der Aranesen die Unabhängigkeit Kataloniens, insbesondere die einseitige Unabhängigkeitserklärung, ablehnen, wählten sie keine Partei, die mit einer Partei assoziiert ist, die genau diesen Prozess in Katalonien vorantreibt.
Die PDeCAT war eher ein gemäßigter Akteur im Unabhängigkeitsprozess Kataloniens und stellte sich nach der Katalonien-Krise gegen die einseitige Unabhängigkeitserklärung. So hätte die PDeCAT zwar wieder Potenzial für das Aufrechterhalten der Assoziierung gehabt, die PDeCAT löste sich jedoch 2023 in Folge schlechter Wahlergebnisse in Katalonien auf und so verbleibt die Convergéncia Democratica Aranesa heute ohne Schwesterpartei.